# Heinkel He 70
De Heinkel He 70 "Blitz" is een in 1932 geïntroduceerd snel verkeersvliegtuig voor vier passagiers. Het toestel vloog met 360 km/u sneller dan menig jachtvliegtuig dat in die tijd beschikbaar was. Het toestel brak verschillende records en werd onder andere door de Duitse en Spaanse luchtmachten gebruikt als lichte bommenwerper en verkenningsvliegtuig. Hongarije kocht een versie met een andere motor, de He 170.

## Operationeel
Het toestel werd door de Luftwaffe gebruikt vanaf 1936. Het toestel had, net als de Spitfire, ellipsvormige vleugels. De He 70 was de meest gebruikte bommenwerper in de beginjaren van de Tweede Wereldoorlog en is de directe voorloper van de beroemde Heinkel He 111. Ook de Japanse Aichi D3A is geïnspireerd op de He 70. Het grootste nadeel was dat de romp was gemaakt van een legering met magnesium, waardoor het toestel snel in brand vloog.